# Georg Christoph Wächter
Georg Christoph Wächter, irrtümlich auch Georg Christian Waechter (* 27. Oktober oder 5. November 1729 in Heidelberg; † 1790 in Stockholm), war ein kurpfälzischer Medailleur.

## Leben

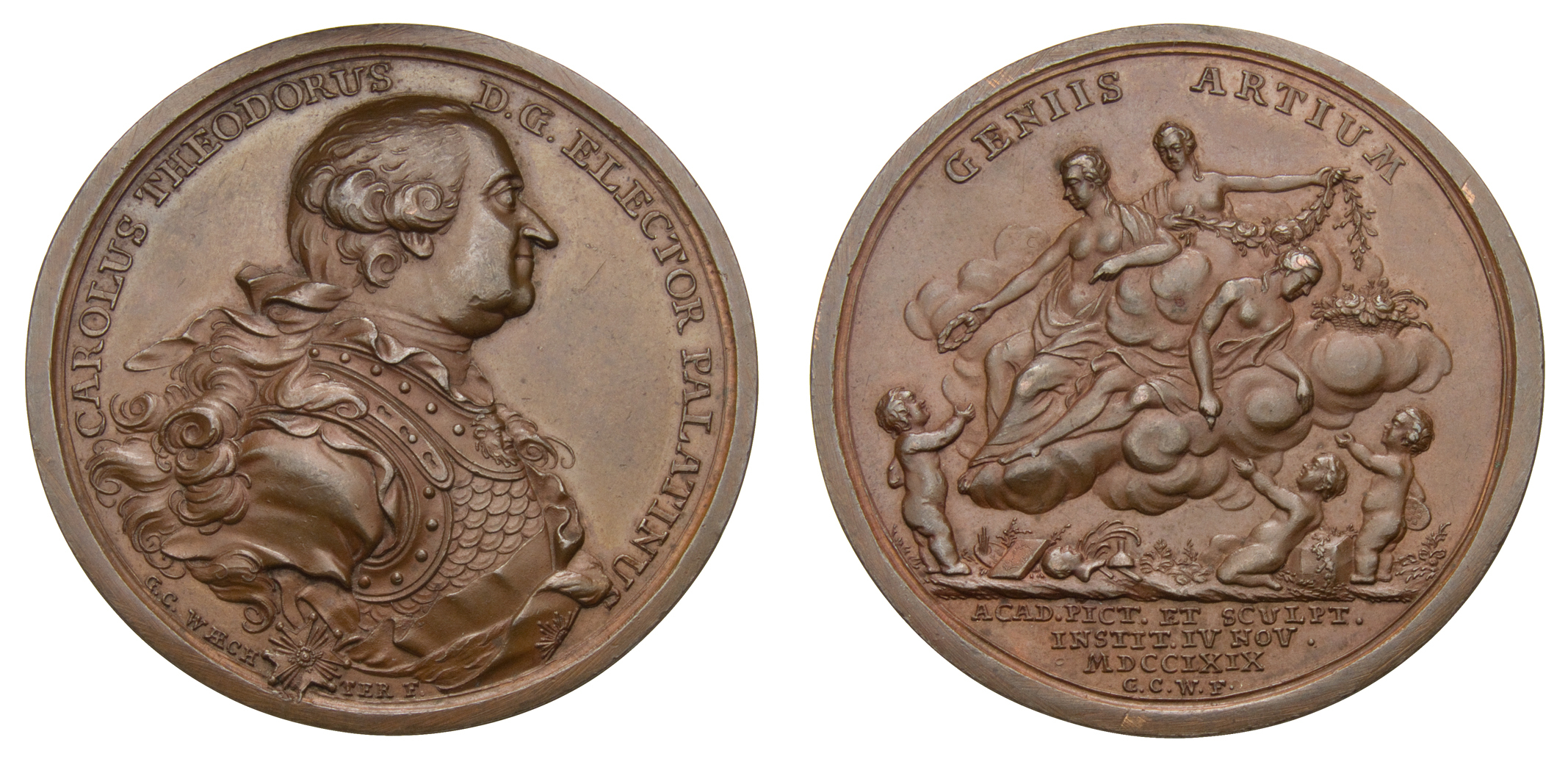
Georg Christoph Wächter: Gedenkmünze zur Gründung der Mannheimer Zeichnungsakademie mit dem Bildnis des Kurfürsten Karl Theodor auf der Vorderseite, 1769 – Aufschrift der Rückseite: GENIIS ARTIUM // ACAD PICT ET SCULPT / INSTIT IV NOV / MDCCLXIX (Den Genien der Künste, Akademie für Malerei und Bildhauerei, gegründet am 4. November 1769)

Wächter war Schüler von Jean Dassier (1676–1763) in Genf und am kurpfälzischen Hof in Mannheim tätig, wo er 1770 als Hofmedailleur geführt wurde. Dort entwarf er mehrere Medaillen, etwa eine Gedenkmünze mit dem Bildnis des Pfalzgrafen Karl Theodor, der darauf als Kurfürst und Gründer der Mannheimer Zeichnungsakademie gewürdigt wurde (1769), sowie Münzen mit dem Konterfei Voltaires (1769, 1770) und Rousseaus (1770). 
1771 ging er nach Sankt Petersburg. Am russischen Hof stellte er auf Medaillen den Fürsten Grigori Grigorjewitsch Orlow (1771) und Ereignisse aus der Regierungszeit Katharinas der Großen dar. Einige Werke sind strittig und werden auch seinem Bruder Johann Georg Wächter (1724–1800) zugeordnet, welcher 1741 als Stempelschneider an die Münze von Sankt Petersburg gegangen war.
Als Mitglied der Mannheimer Akademie wurde Georg Christoph Wächter im kurpfälzischen Hof- und Staatskalender 1782 aufgeführt. Ab 1786 lebte er in Stockholm, wo er sich bei Gustav III. vergeblich um Unterstützung und eine Stelle als Medaillengraveur an der Münzstätte bewarb.